# Melanie Taylor
Melanie Simone Taylor, född 17 juni 1991 i Norrköping, är en svensk sångerska.
Taylor har studerat vid Musikgymnasiet i Norrköping, medverkat i musikaler och var sedan starten 2010 en av medlemmarna i popgruppen Love Generation och dess nya form Stockholm Syndrome och har med den bland annat tävlat i Melodifestivalen 2011 och 2012 under dåvarande namnet Love Generation. I maj 2013 beslöt hon sig för att lämna gruppen.
Hon kommer från en idrottsfamilj, har två systrar och tre bröder; brodern Jeffery Taylor spelar liksom deras far, Jeff Taylor från USA gjorde, professionell basket i NBA-serien i USA.